# Kollegiatstiftskirche St. Martin (Opatów)
Das Kollegiatstiftskirche St. Martin ist ein römisch-katholisches Kirchengebäude des Bistums Sandomierz in Opatów, Polen.

## Geschichte
Die Kirche wurde ursprünglich im zweiten Viertel des 12. Jahrhunderts von einer Ordensgemeinschaft erbaut. Umstritten ist, welcher Orden es war und wer den Orden nach Opatów geholt hat. Jan Długosz berichtete, es sei Heinrich von Sandomir gewesen, der selbst an einem Kreuzzug nach Jerusalem teilgenommen hat und den Templerorden mit dem Bau beauftragt hat. Möglich ist aber auch, dass die Kirche von Zisterziensern oder Benediktinern erbaut worden ist. Eine Stiftungsurkunde ist nicht erhalten. Die Kirche wurde ursprünglich im romanischen Stil erbaut und im 13. Jahrhundert teilweise gotisch umgebaut. Zwei romanische Portale, zahlreiche Fenster und Säulen aus der Romanik sind erhalten. 1502 wurde die Kirche von Tataren gebrandschatzt und Anfang des 16. Jahrhunderts restauriert. Im 18. Jahrhundert wurde der Innenraum barockisiert.

## Romanische Details

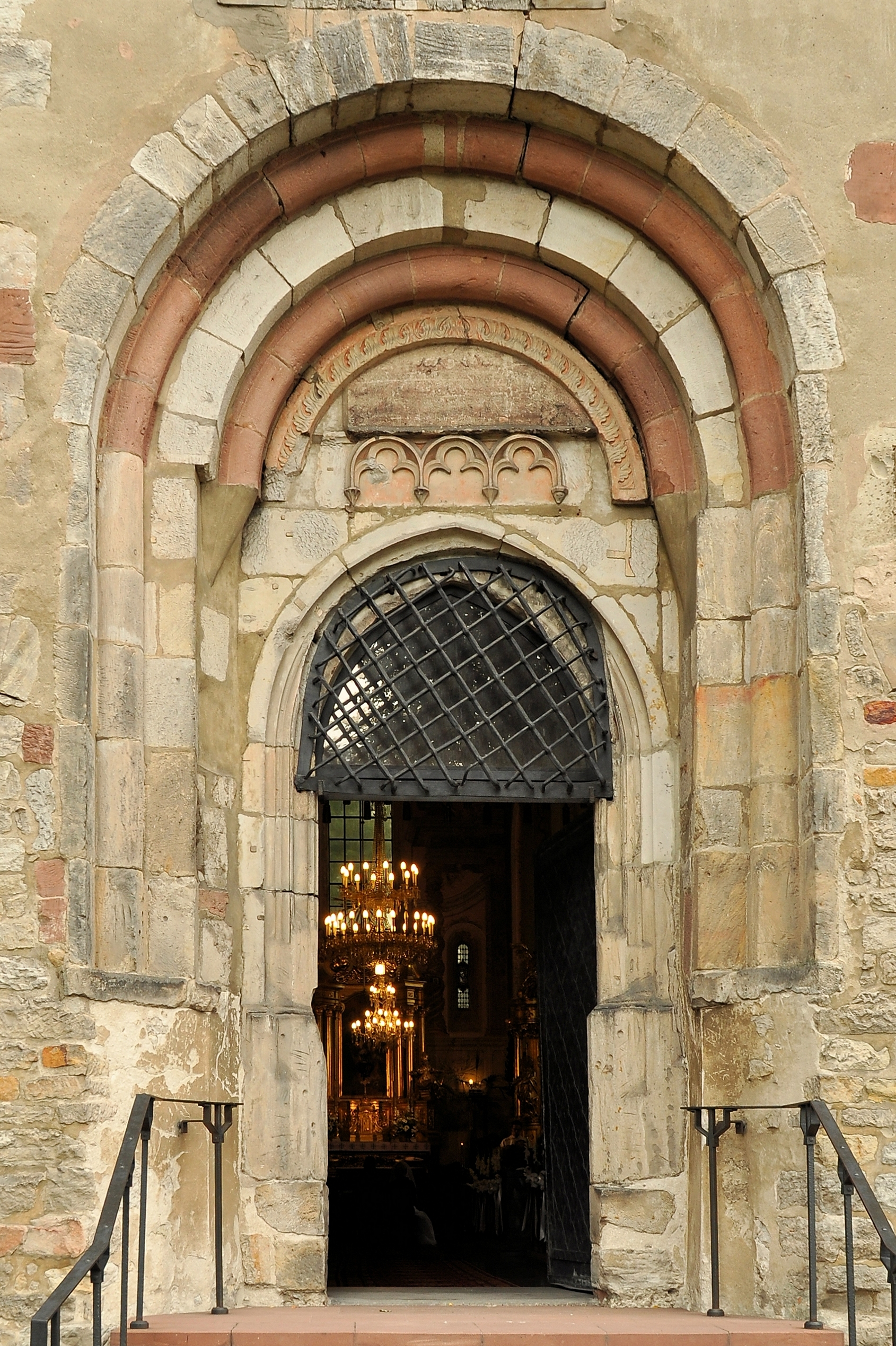
Seitenportal
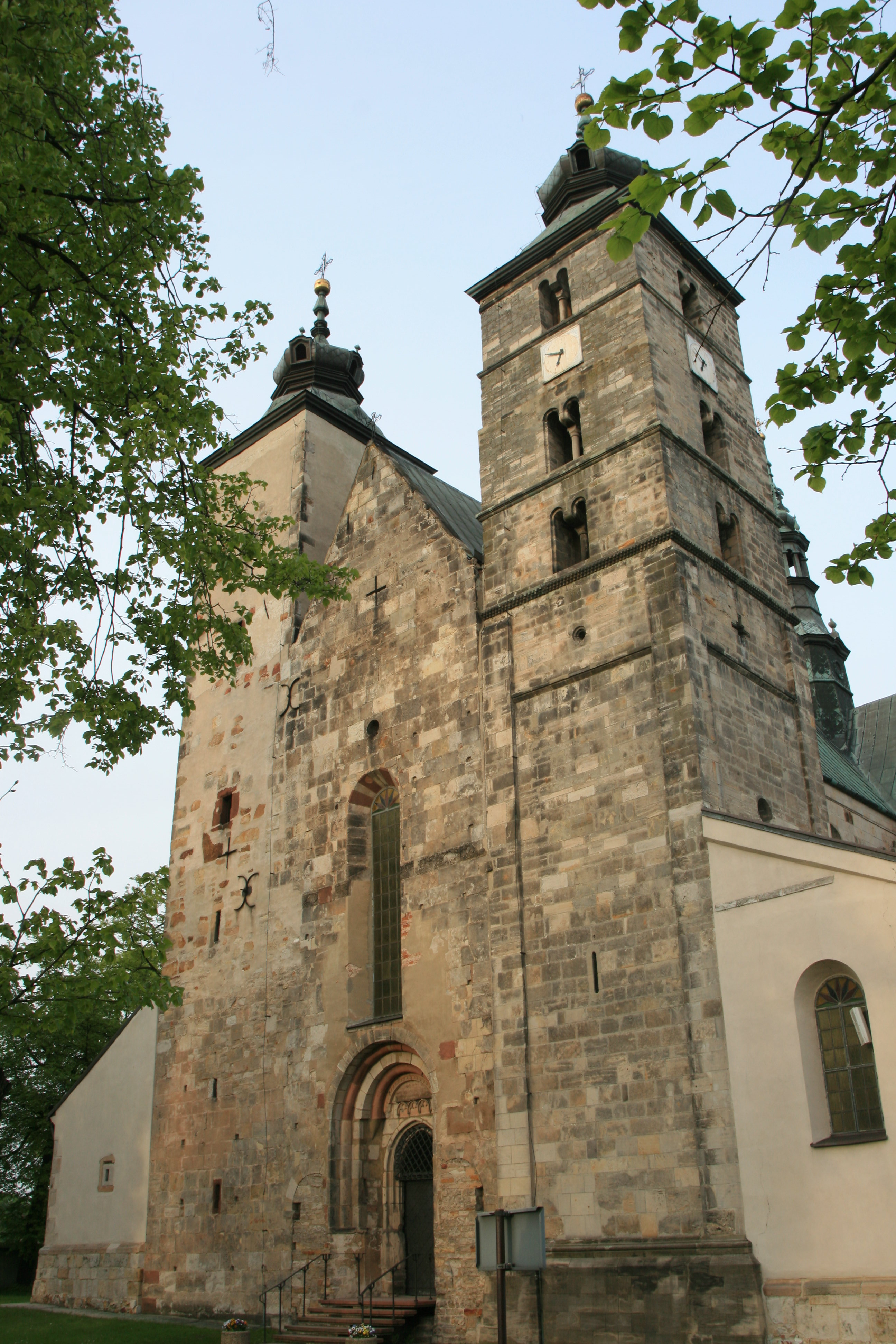
Hauptportal
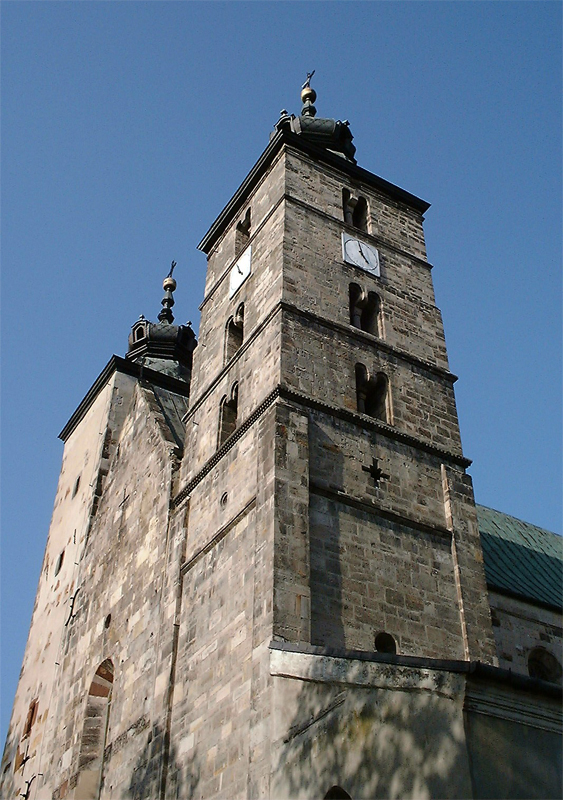
Fenster